# Kostel svatého Petra a Pavla (Matiašovce)
Kostel svatého Petra a Pavla je gotický římskokatolický kostel v Matiašovcích v tradičním regionu Zamaguří v Prešovském kraji na Slovensku. Kostel je chráněn jako národní kulturní památka Slovenské republiky.

## Historie
Kostel byl postaven kolem roku 1300 v raně gotickém slohu. V následujících staletích byl několikrát opravován a přestavěn v barokním slohu. Opravy a přestavby proběhly kolem roku 1460 a v letech 1661, 1811, 1833, 1948 a 1968.
Jedná se o jednolodní stavbu obdélníkového půdorysu s polygonálním závěrem a jednou věží, jejíž horní část však byla pro špatný stav zbořena a nikdy nebyla obnovena. Zbytek věže byl zakryt barokním štítem. Kostel je obehnán středověkou zdí.
Kazatelna v kostele pochází z počátku 18. století a byla zhotovena v klasicistním stylu, zatímco oltář je zhotoven v novogotickém stylu a pochází z konce 19. století.
Kostel byl 30. října 1963 zapsán na seznam kulturních památek.
Komplex kostela doplňuje několik dalších kulturních památek nacházejících se v bezprostředním okolí:
- Ohradní zeď s kaplemi byla prohlášena za kulturní památku 3. ledna 2013. Byla postavena kolem kostela na oválném půdorysu v době jeho výstavby, tj. kolem roku 1300. Později byla zeď několikrát opravována a restaurována, a to v letech 1433, 1739–1740, 1956–1957 a 1970. Současná podoba je převážně barokní. Kaple, které mají půlkruhový půdorys, byly přistavěny v roce 1739, je jich čtrnáct a tvoří křížovou cestu. Malby v kaplích pocházejí z roku 1835.[1][2]
- Hřbitov u kostela byl prohlášen kulturní památkou 3. ledna 2013. Byl založen v době výstavby kostela kolem roku 1300. Stavebními úpravami prošel ve 14. století a ke konci 18. století. Rozkládá se kolem kostela uvnitř ohradní zdi.
- Zvonice byla prohlášena kulturní památkou 30. října 1963. Jedná se o původně renesanční zvoniční stavbu čtvercového půdorysu, postavenou na konci 16. století, která prošla přestavbou ve druhé polovině 19. století. Nachází se několik metrů jihozápadně od kostela mimo opevněný areál.[2]

V letech 1590–1640 byl kostel pod správou protestantů. Kostel je považován za nejstarší dochovanou církevní stavbu v Zamaguří.

## Galerie

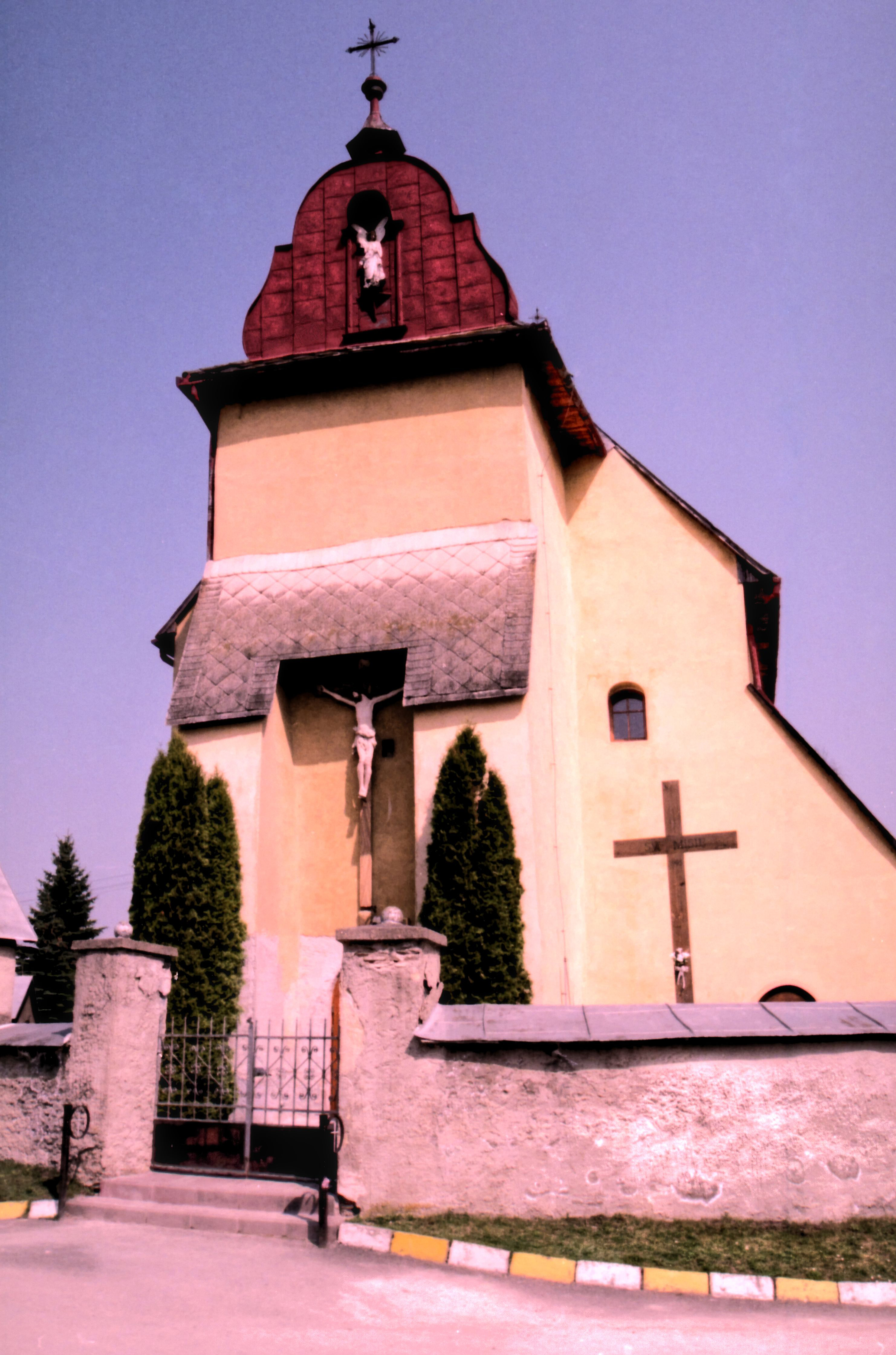
Západní fasáda kostela
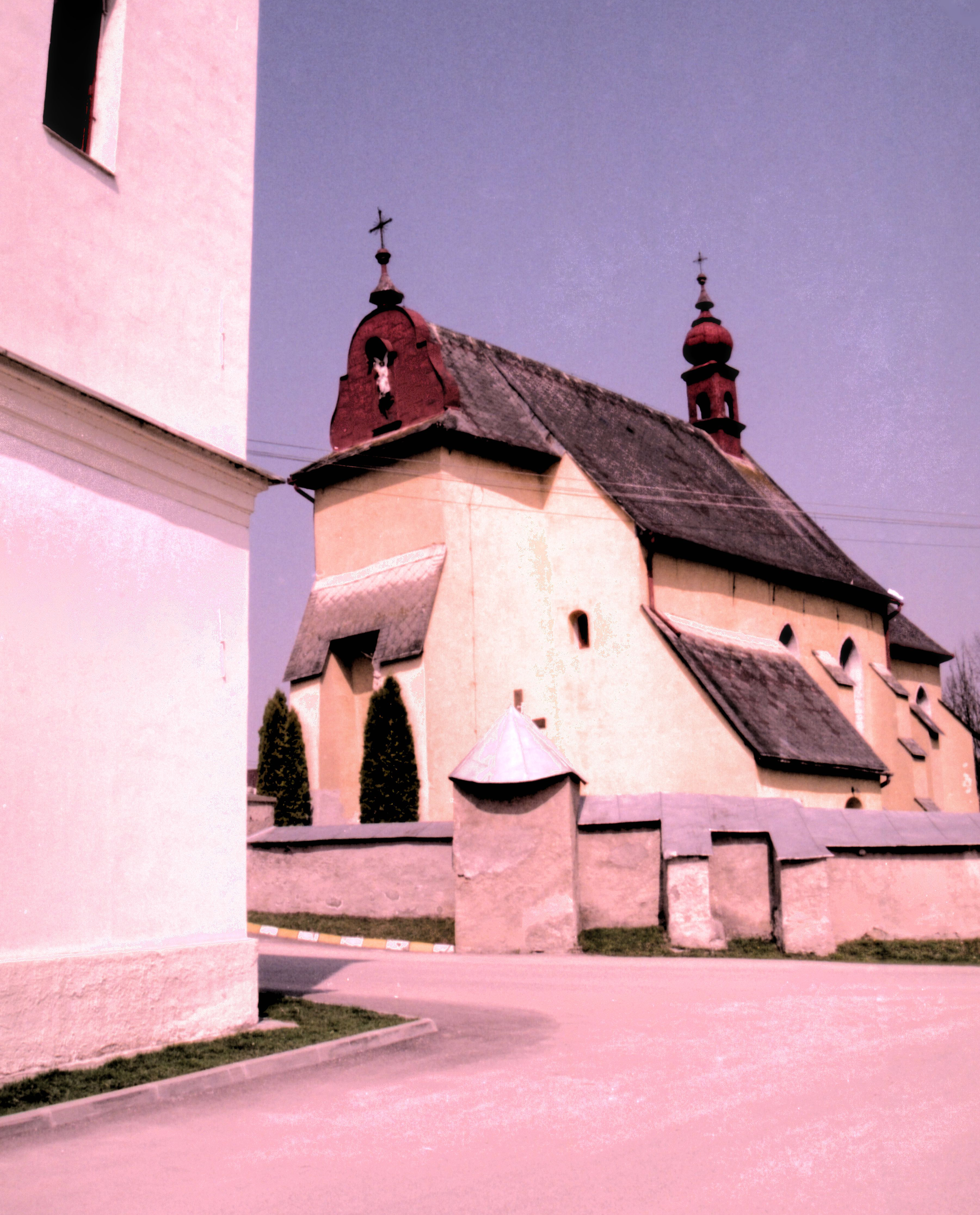
Pohled na kostel z jihozápadu od zvonice
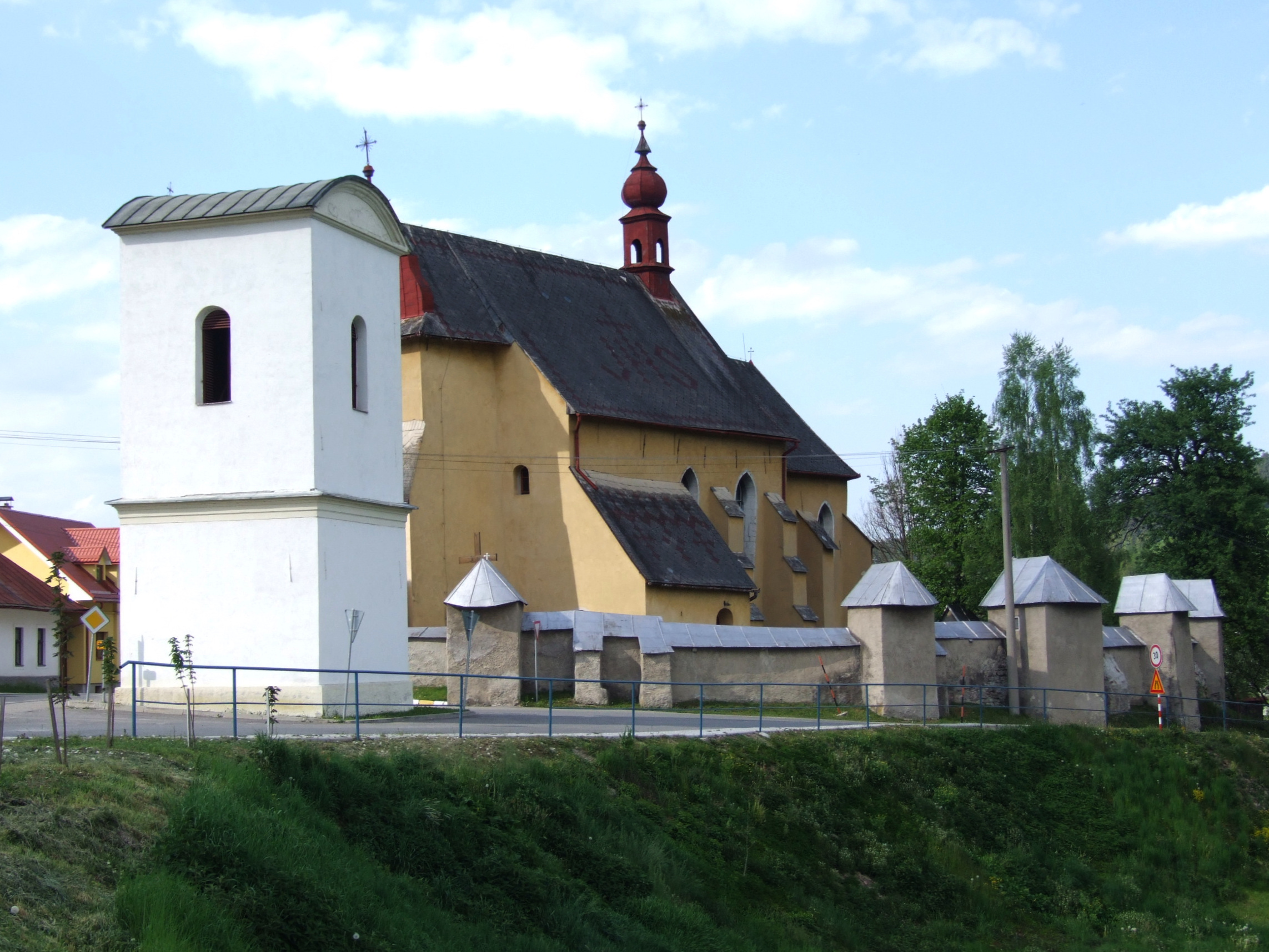
Pohled na kostel se zvonicí